# Головніна (річка)
Головніна́ (рос. река Головнина) — невелика річка на півдні острова Кунашир (Сахалінська область Росії). Названа на честь Василя Головніна, російського віце-адмірала, члена-кореспондента Петербурзької академії наук.
Бере початок на південних схилах вулкана Головніна, протікає на південь. Впадає до затоки Зради, в північній його частині, на західній околиці села Головніно.
Довжина річки становить 10 км, похил — 16,5 м/км. Приймає декілька дрібних приток. Нижня течія заболочена. В середній течії та в гирлі збудовано мости. На річці розташоване село Дубове, в середній його течії.